# Kirchenbezirk Schwäbisch Gmünd
Der Evangelische Kirchenbezirk Schwäbisch Gmünd ist einer von 43 Kirchenbezirken bzw. Kirchenkreisen der Evangelischen Landeskirche in Württemberg. Sein Gebiet ist deckungsgleich mit dem Dekanat Schwäbisch Gmünd.

## Geografie
Der Kirchenbezirk Schwäbisch Gmünd liegt im Osten der württembergischen Landeskirche. Sein Gebiet umfasst überwiegend das obere Tal der Rems und Teile des Welzheimer Waldes und entspricht dem des 1973 aufgelösten Landkreises Schwäbisch Gmünd. Seine Kirchengemeinden gehören zu den politischen Städten und Gemeinden Bartholomä, Böbingen an der Rems, Durlangen, Eschach, Göggingen, Leinzell, Lorch, Mögglingen, Mutlangen, Ruppertshofen, Schwäbisch Gmünd, Spraitbach, Täferrot und Waldstetten im Ostalbkreis.

### Nachbarkirchenbezirke
Der Kirchenbezirk Schwäbisch Gmünd grenzt an folgende Kirchenbezirke (im Uhrzeigersinn beginnend im Osten): Aalen, Heidenheim, Geislingen-Göppingen (alle Prälatur Ulm) sowie Schorndorf und Gaildorf (Prälatur Heilbronn).

## Geschichte
Im Gegensatz zu den meisten Dekanaten der württembergischen Landeskirche, die schon bald nach der Reformation errichtet wurden, ist der Kirchenbezirk Schwäbisch Gmünd eine Neugründung aus den 1950er Jahren. Infolge des vermehrten Zuzugs evangelischer Bewohner in den überwiegend katholischen Raum Schwäbisch Gmünd insbesondere nach dem Zweiten Weltkrieg wurde damals der Kirchenbezirk Schwäbisch Gmünd gegründet. Er entstand am 1. April 1951 aus den westlichen Gebieten des Kirchenbezirks Aalen (damals die fünf Kirchengemeinden Schwäbisch Gmünd, Bartholomä, Heubach, Oberböbingen und Waldstetten), vier Kirchengemeinden des Kirchenbezirks Gaildorf (Eschach, Göggingen, Ruppertshofen und Spraitbach) und zwei Kirchengemeinden des Kirchenbezirks Welzheim (Lindach und Täferrot). Er wurde der Prälatur Ulm zugeordnet.
Mit Wirkung vom 1. Januar 1978 wurde der Kirchenbezirk Welzheim aufgelöst. Dabei wurden die vier Kirchengemeinden Großdeinbach, Lorch, Weitmars und Waldhausen dem Kirchenbezirk Schwäbisch Gmünd zugeordnet. Durch die Aufteilung der Kirchengemeinde Schwäbisch Gmünd und die Bildung neuer Kirchengemeinden erhöhte sich die Gesamtzahl der Kirchengemeinden des Kirchenbezirks Schwäbisch Gmünd auf heute 20.
Zum 1. Januar 2026 fusionieren die beiden Kirchenbezirke Schwäbisch Gmünd und Aalen zum neuen Kirchenbezirk Ostalb. Dies haben die Bezirkssynode Aalen am 28. April 2023 und die Bezirkssynode Schwäbisch Gmünd am 5. Mai 2023 beschlossen.

## Leitung des Kirchenbezirks
Die Leitung des Kirchenbezirks obliegt der Bezirkssynode, dem Kirchenbezirksausschuss (KBA) und dem Dekan. Die Aufgabe des Dekans wird bis zur Fusion der Kirchenbezirke vom Dekan des Kirchenbezirks Aalen, Dekan Ralf Drescher wahrgenommen.

### Dekane des Kirchenbezirks Schwäbisch Gmünd seit 1951
noch nicht komplett
- 1951–1955 Wilhelm Teufel (bereits seit 1936 erster Stadtpfarrer in Schwäbisch Gmünd)
- 1955–1966 Heinrich Lang (* 1900, † 1976)
- 1979–1998 Werner Frank (* 1935)
- 1998–2003 Martin Büser (* 1945)
- 2003–2015 Immanuel Nau (* 1951)
- 2015–2023 Ursula Richter (* 1958)[3]

## Kirchengemeinden
Im Kirchenbezirk Schwäbisch Gmünd gibt es insgesamt 15 Kirchengemeinden. Davon haben sich fünf Kirchengemeinden zur Gesamtkirchengemeinde Schwäbischer Wald zusammengeschlossen, bleiben jedoch weiterhin rechtlich selbständig. Das Gebiet des Kirchenbezirks Schwäbisch Gmünd gehörte vor 1800 überwiegend zur Reichsstadt Schwäbisch Gmünd, die nach der Reformation katholisch blieb. Hier zogen seit dem 19. Jahrhundert bzw. überwiegend erst nach dem Zweiten Weltkrieg auch evangelische Bewohner zu, so dass die evangelischen Kirchengemeinden hier relativ jung sind. Die Gebiete um die Städte Heubach und Lorch gehören jedoch zum alten Kernland Württemberg (alte Oberämter Heubach und Lorch, später Welzheim), wo ab 1534 die Reformation eingeführt wurde. Diese Gebiete sind daher überwiegend evangelisch und es gibt meist alte evangelische Kirchen und Kirchengemeinden. Die jeweils in Klammern hinter dem Namen der Kirchengemeinde angegebenen Gemeindegliederzahlen beziehen sich auf das Jahr 2005 und sind gerundet.

### Kirchengemeinde Bartholomä

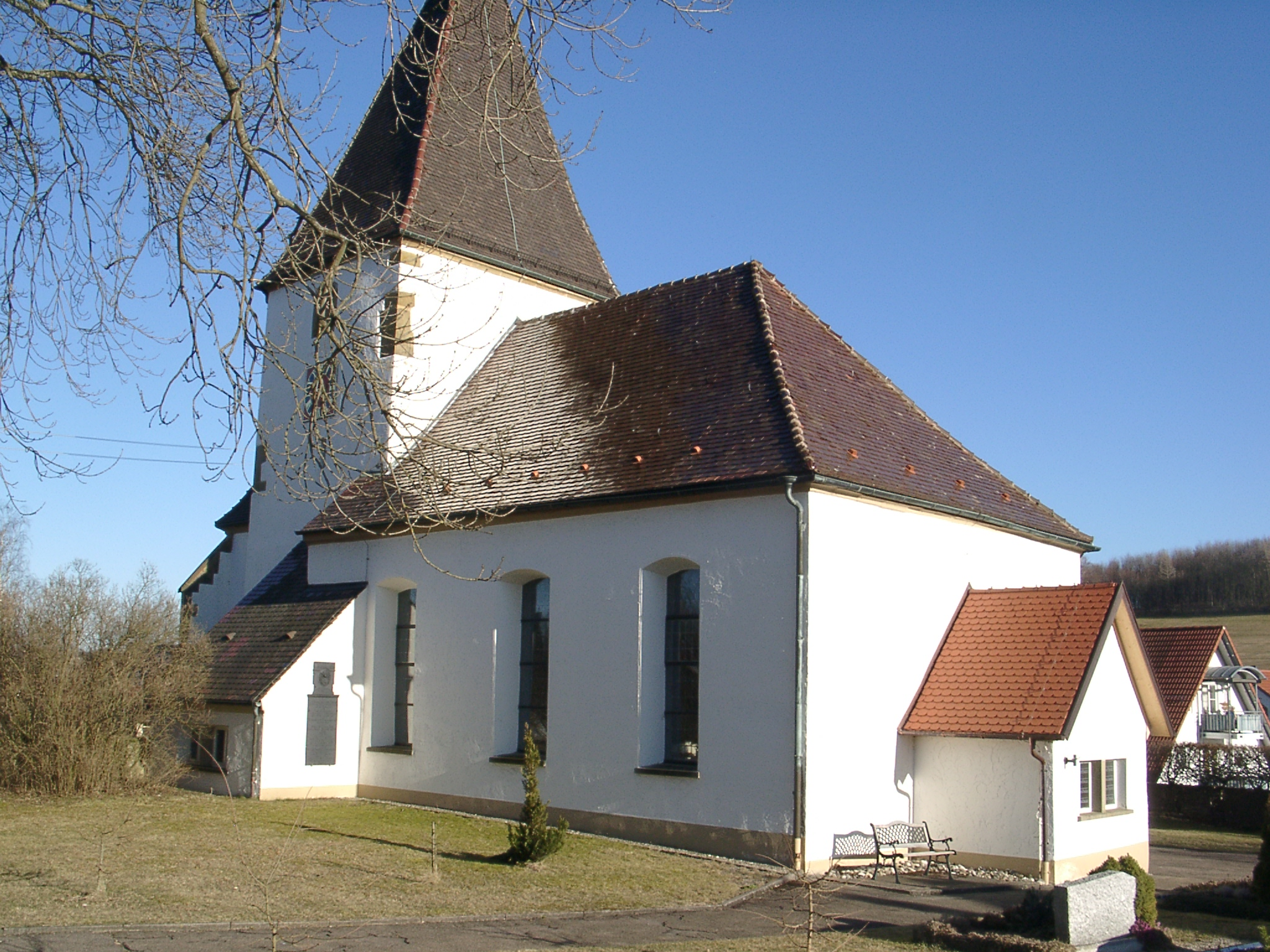
Evang. Kirche Bartholomä

Die Kirchengemeinde Bartholomä (ca. 800) umfasst die Gemeinde Bartholomä. Eine Kirche St. Bartholomäus in Laubenhart, wie die Gemeinde noch bis ins 16. Jahrhundert hieß, ist 1484 erwähnt. Über die Herren von Rechberg gelangte sie an die von Woellwarth, welche die Reformation einführten. Die Kirche ist eine romanische Chorturmanlage, die 1510 einen Anbau erhielt. 1741 und 1958 wurde sie renoviert. Das Altarkruzifix stammt von 1490. Die Link-Orgel von 1975 wurde von Helmut Bornefeld konzipiert und steht unter Denkmalschutz. Die Kirchengemeinde hat einen Posaunenchor und einen Gospelchor („One Voice“).

### Kirchengemeinde Degenfeld-Weiler-Unterbettringen
Die Kirchengemeinde Degenfeld-Weiler-Unterbettringen (ca. 1.150) umfasst die Stadtteile Degenfeld, Unterbettringen und Weiler in den Bergen der Stadt Schwäbisch Gmünd. In Degenfeld wurde eine Kirche bereits 1275 genannt. Das Patronat hatte ab 1597 Württemberg, das in seinem Gebiet die Reformation einführte. Die Rechbergischen Anteile des Ortes blieben katholisch. Die Kirche St. Sebastian und Walburga steht in einem früher befestigten Kirchhof. Sie wurde im 12. Jahrhundert erbaut. Das Schiff wurde später verlängert. Die Decke wurde im 17. Jahrhundert eingezogen. Der Oberbau des Turmes datiert aus dem 16./17. Jahrhundert. 1936 wurde die Kirche erneuert.
Bis 1917 gehörte die Kirchengemeinde Degenfeld zum Kirchenbezirk Aalen. Durch Bekanntmachung des Konsistoriums vom 9. Mai 1917 wurde die Kirchengemeinde Degenfeld in den Kirchenbezirk Göppingen umgegliedert. Gemäß Bekanntmachung des Oberkirchenrats vom 13. Februar 1975 wurde die Kirchengemeinde Degenfeld dann unter Abtrennung ihrer bis dahin zugehörigen Orte Nenningen und Weißenstein in den Kirchenbezirk Schwäbisch Gmünd umgegliedert. Nenningen und Weißenstein hingegen wurden der Kirchengemeinde Donzdorf im Kirchenbezirk Geislingen angegliedert. Der Kirchengemeinde Degenfeld wurden auch die evangelischen Bewohner der Schwäbisch Gmünder Stadtteile Unterbettringen und Weiler in den Bergen zugeordnet, die bis dahin zur Kirchengemeinde Waldstetten gehörten. Beide Orte blieben nach der Reformation katholisch. Überwiegend erst nach dem Zweiten Weltkrieg zogen auch evangelische Bewohner zu, die zunächst der Kirchengemeinde Degenfeld zugeordnet waren. Durch Bekanntmachung des Oberkirchenrats vom 30. Januar 1984 wurde die Kirchengemeinde Degenfeld dann in Kirchengemeinde Degenfeld-Unterbettringen umbenannt. Heute gibt es auch in Unterbettringen eine eigene Kirche, die 1967 erbaute Versöhnungskirche. Die Kirchengemeinde Degenfeld-Unterbettringen ist Träger eines Kindergartens. Sie hat auch einen Kirchenchor.

### Kirchengemeinde Großdeinbach
Die Kirchengemeinde Großdeinbach (ca. 1.330) umfasst den Stadtteil Großdeinbach und einige zugehörige Weiler der Stadt Schwäbisch Gmünd. Kirchlich gehörte Großdeinbach und das Umland zu Lorch. 1897 wurde für Großdeinbach und einige Weiler eine eigene Pfarrei errichtet. Pfarrkirche wurde die 1496 erbaute, 1671 abgebrochene und anschließend neu erbaute Kapelle zu den Hl. Maria, Bernhard und Katharina. Diese wurde 1900 durch den heutigen Bau des Architekten Dolmetsch ersetzt. Einige zum Stadtteil Großdeinbach gehörigen Weiler gehören bis heute noch zur Kirchengemeinde Lorch, Waldau zu Waldstetten. Der zu Großdeinbach gehörige Weiler Radelstetten wurde mit Wirkung vom 1. Juli 1993 zusammen mit dem Sachsenhof von der Kirchengemeinde Lorch in die Weststadtkirchengemeinde Schwäbisch Gmünd umgegliedert.
Bis 1961 gehört auch der Schwäbisch Gmünder Stadtteil Wetzgau zur Kirchengemeinde Großdeinbach. Durch Bekanntmachung des Oberkirchenrats vom 10. Januar 1961 wurde Wetzgau der damaligen Kirchengemeinde Schwäbisch Gmünd (heute Martin-Luther-Kirchengemeinde) zugeordnet.

### Kirchengemeinde Heubach
Die Kirchengemeinde Heubach (ca. 3.550) umfasst die Stadt Heubach und den Stadtteil Bargau der Stadt Schwäbisch Gmünd. Die Pfarrkirche St. Ulrich in Heubach wurde erstmals 1332 erwähnt. 1358 gelangte sie an das Kloster Königsbronn, dem sie 1388 inkorporiert wurde. 1553 bis 56 kaufte Württemberg das Patronatsrecht vom Kloster Königsbronn und führte die Reformation ein. Neben der Pfarrkirche gab es noch eine Afrakapelle und eine Bernhardskapelle. Zur Pfarrei gehörten damals neben den heutigen Orten auch Oberböbingen. Die Kirche St. Ulrich in Heubach, eine ehemalige Wehrkirche, war zunächst eine zweischiffige Pfeilerbasilika. Der rippengewölbte Chor wurde um 1441 erbaut. Nach dem Brand von 1634 wurde sie mit einer flachen Holzdecke versehen. 1968/69 wurde die Kirche renoviert. Dabei wurde an der Nordwand ein Fresko des 16. Jahrhunderts freigelegt.
Die Heubacher Stadtteile Beuren, Buch und Lautern sowie der Schwäbisch Gmünder Stadtteil Bargau blieben nach der Reformation katholisch. Lediglich Lautern gehörte teilweise den von Woellwarth, welche die Reformation einführten. In diese Orte zogen jedoch überwiegend erst nach dem Zweiten Weltkrieg evangelische Bewohner zu. Sie wurden der Kirchengemeinde Heubach zugeordnet, Lautern jedoch erst mit Wirkung vom 1. Januar 1980. Zuvor gehörten die evangelischen Bewohner von Lautern zur Kirchengemeinde Lauterburg im Kirchenbezirk Aalen. Seit einigen Jahren werden in Bargau im katholischen Gemeindehaus und in Lautern im Dorfhaus auch evangelische Gottesdienste gefeiert.

### Kirchengemeinde Lindach-Mutlangen
Die Kirchengemeinde Lindach-Mutlangen (ca. 2.700) umfasst den Stadtteil Lindach der Stadt Schwäbisch Gmünd und die Gemeinde Mutlangen sowie die Weiler Amandusmühle und Durlanger Mühle der Gemeinde Durlangen. Lindach gehörte kirchlich zunächst zu Iggingen. Eine Kapelle St. Nikolaus wurde 1356 erwähnt. Württemberg führte als Lehnsherr derer von Laymingen die Reformation ein. Danach wurde eine gemeinsame Pfarrei mit Täferrot eingerichtet. Durch Bekanntmachung des Konsistoriums vom 12. Januar 1909 wurde für Lindach wieder eine eigene Pfarrverweserei errichtet. Die Kirche in Lindach wurde 1524 verändert, indem ein gotischer Turm an die mittelalterliche Kapelle angebaut wurde. Das Schiff wurde 1903 abgebrochen und unter dem Architekten Dolmetsch neu erbaut. Erhalten blieb aber der netzrippengewölbte Chor des Vorgängerbaus.
Mutlangen mit Pfersbach sowie Durlangen und seine Ortsteile blieben nach der Reformation katholisch.
Die zunächst nur wenigen evangelischen Bewohner der Gemeinde Mutlangen wurden durch Bekanntmachung des Konsistoriums vom 12. Januar 1909 der Kirchengemeinde Lindach zugeordnet. Die überwiegend erst nach dem Zweiten Weltkrieg zugezogenen evangelischen Bewohner in den anderen Orten wurden den Kirchengemeinden Alfdorf (Pfersbach), Täferrot (Hauptort Durlangen) und Spraitbach zugeordnet wurden, wobei der zu Durlangen gehörige Weiler Durlanger Mühle bis 1931 zur Kirchengemeinde Täferrot gehörte und durch Bekanntmachung des Oberkirchenrats vom 22. Januar 1931 der Kirchengemeinde Lindach zugeordnet wurde. Mit Wirkung vom 1. Januar 1980 wurden ferner die evangelischen Bewohner von Pfersbach von der Kirchengemeinde Alfdorf (Kirchenbezirk Schorndorf) in den Kirchenbezirk Schwäbisch Gmünd umgegliedert und ebenfalls der Kirchengemeinde Lindach zugeordnet.
Mit Wirkung vom 4. März 1997 wurde die Kirchengemeinde Lindach in Kirchengemeinde Lindach-Mutlangen umbenannt.

### Kirchengemeinde Lorch und Weitmars
Die Kirchengemeinde Lorch (ca. 3.700) umfasste die Kernstadt von Lorch und alle zugehörigen Weiler. Der Stadtteil Waldhausen (wie früher auch Weitmars) bildet eine eigene Kirchengemeinde. Lorch hat eine der ältesten Pfarrkirchen im gesamten Umland. Die Pfarrkirche St. Maria, zu der anfangs auch Schwäbisch Gmünd gehörte, wurde bereits um 1060 in ein Kollegiatstift umgewandelt. Gründer waren wohl Angehörige der Staufer, die bis 1140 ihre Grablege in der Pfarrkirche hatten. Bis ins 15. Jahrhundert wurden zahlreiche Pfarreien von Lorch abgetrennt. Es bestanden aber zunächst noch vier Pfründen, von denen zwei nach Gründung des Klosters Lorch dort inkorporiert wurden. Die anderen beiden gehörten dem Domstift Augsburg, das sie 1539 und 1558 an Württemberg abtraten. Die Lorchischen Pfründen versahen die Pfarreien die Kirchen Alfdorf und Wäschenbeuren. Nach der Reformation verblieben noch zwei Pfarreien an der Pfarrkirche. Die alte Pfarrkirche wurde 1340 und 1460 durch Feuer zerstört, 1474 aber wieder aufgebaut. Der Chor ist netzrippengewölbt, das Langhaus ist flachgedeckt. 1728 wurde eine Empore eingebaut, die bei der Innenrenovierung 1958 wieder entfernt wurde. Der Taufstein und das Wandkreuz stammen aus dem 15. Jahrhundert.
Die Klosterkirche befindet sich – wie das gesamte Kloster Lorch – im Besitz des Landes Baden-Württemberg.
Heute gibt es zwei Pfarrämter in Lorch, Nord und Süd, wobei das Pfarramt Süd auch Weitmars betreut. Die Kirchengemeinde ist Träger von drei Kindergärten, Ost, West und Mörike-Kindergarten. Bis ins 19. Jahrhundert gehörte auch Großdeinbach mit seinen Weilern zur Kirchengemeinde Lorch, bevor dort eine eigene Kirchengemeinde gegründet wurde. Der zu Großdeinbach gehörige Weiler Radelstetten wurde aber erst mit Wirkung vom 1. Juli 1993 zusammen mit dem Sachsenhof von der Kirchengemeinde Lorch in die Weststadtkirchengemeinde Schwäbisch Gmünd umgegliedert.
Bis 1974 gehörten auch die evangelischen Bewohner aus Wäschenbeuren und den zugehörigen Weilern Beutenmühle, Lindenbronn, Schützenhof, Wäscherhof und Ziegelhütte zur Kirchengemeinde Lorch. Durch Bekanntmachung des Oberkirchenrats vom 17. Oktober 1974 wurden diese jedoch in den Kirchenbezirk Göppingen umgegliedert und der Kirchengemeinde Rechberghausen angegliedert, die bis dahin noch Filialkirchengemeinde von Bartenbach war, damals von der Mutterkirchengemeinde Bartenbach getrennt und zur selbständigen Kirchengemeinde erhoben wurde.
Bis 1931 bildete die damalige Filialkirchengemeinde Waldhausen mit der Kirchengemeinde Lorch die Gesamtkirchengemeinde Lorch. Durch Bekanntmachung des Oberkirchenrats vom 22. August 1931 wurde die Filialkirchengemeinde Waldhausen von der Gesamtkirchengemeinde Lorch gelöst und zur selbständigen Kirchengemeinde erhoben. Ihr wurden auch die Siedlungen Rattenharz und Pulzhof, die bis dahin zur Kirchengemeinde Lorch gehörten, zugeordnet.
Die Kirchengemeinde Weitmars  umfasst den Stadtteil Weitmars der Stadt Lorch. Weitmars gehörte kirchlich stets zu Lorch. 1964 wurde eine eigene Kirche, die Christuskirche erbaut und eine eigene Kirchengemeinde gegründet. Sie wird bis heute vom Pfarramt Lorch-Süd betreut. Die Kirchengemeinde ist auch Träger eines Kindergartens.

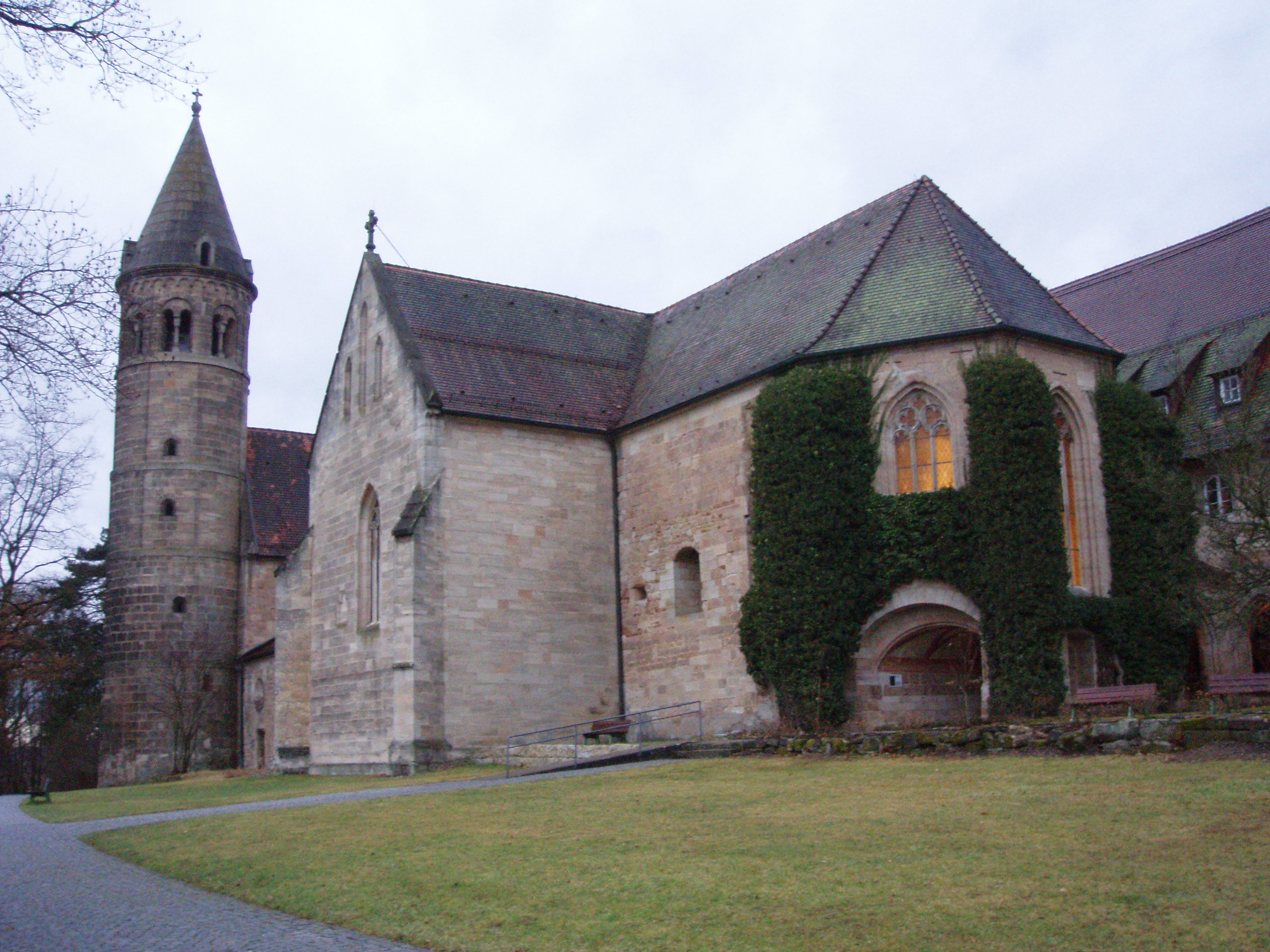
Evangelische Klosterkirche
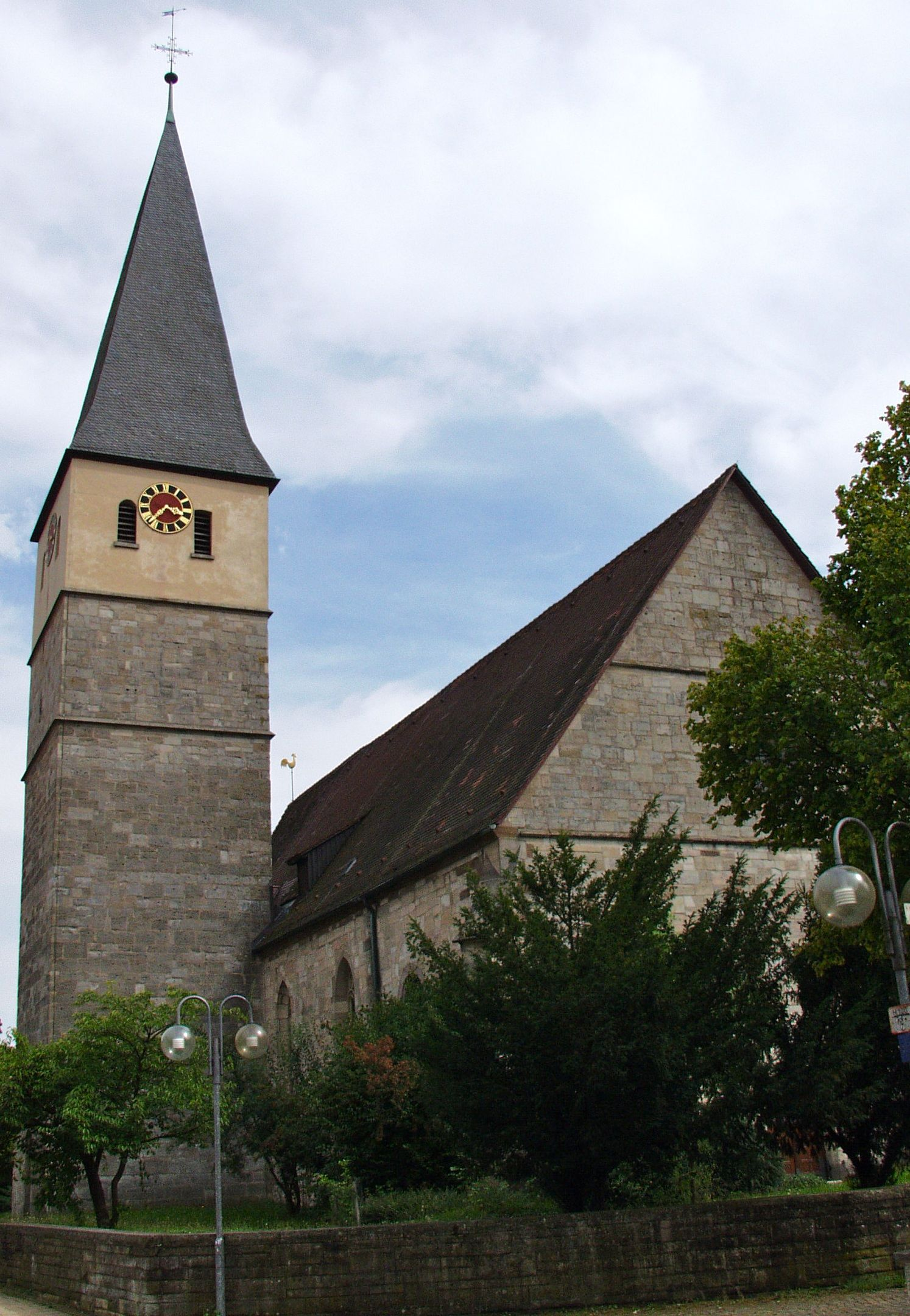
Stadtkirche
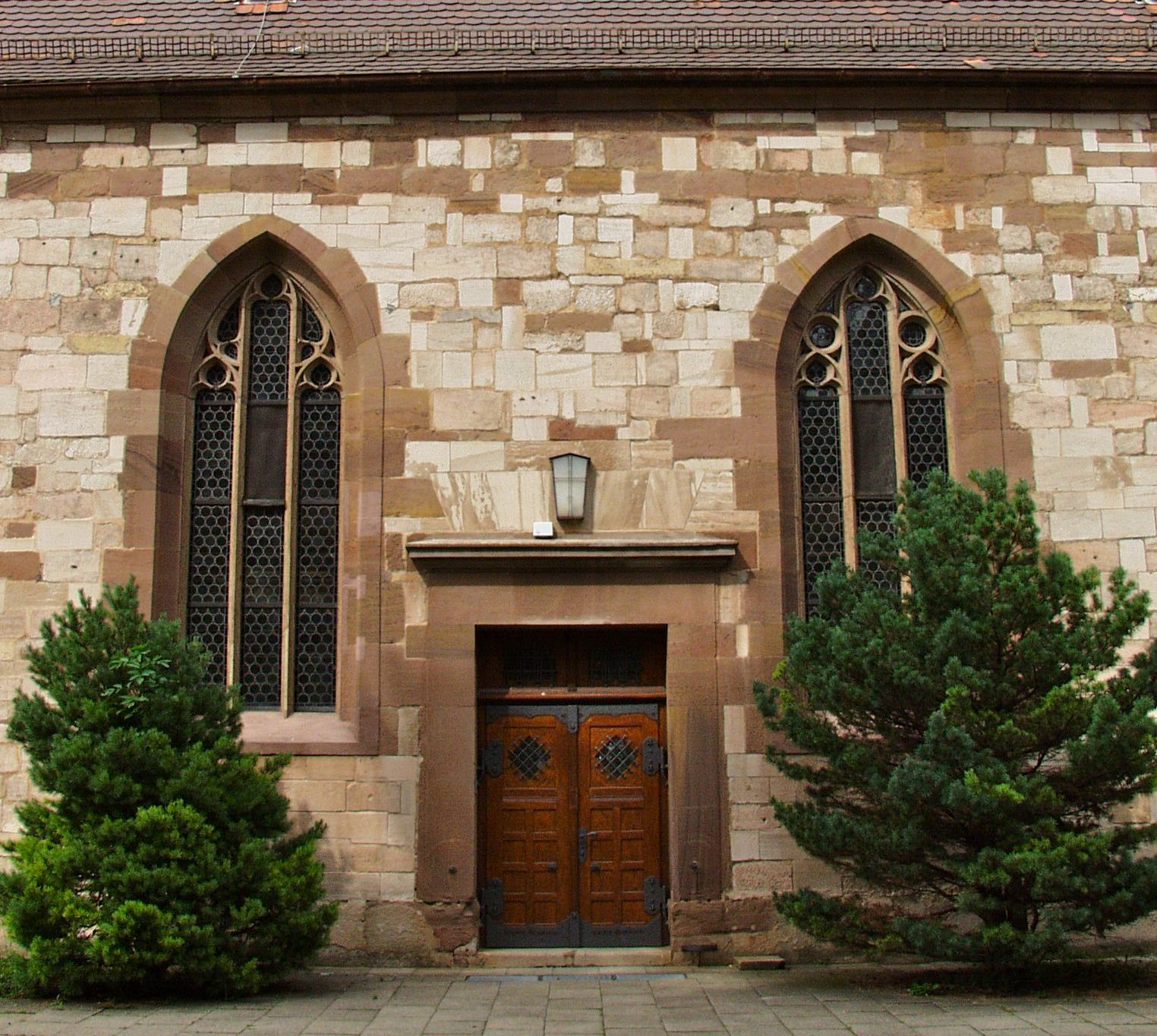
Haupteingang der Stadtkirche

### Kirchengemeinde Oberböbingen

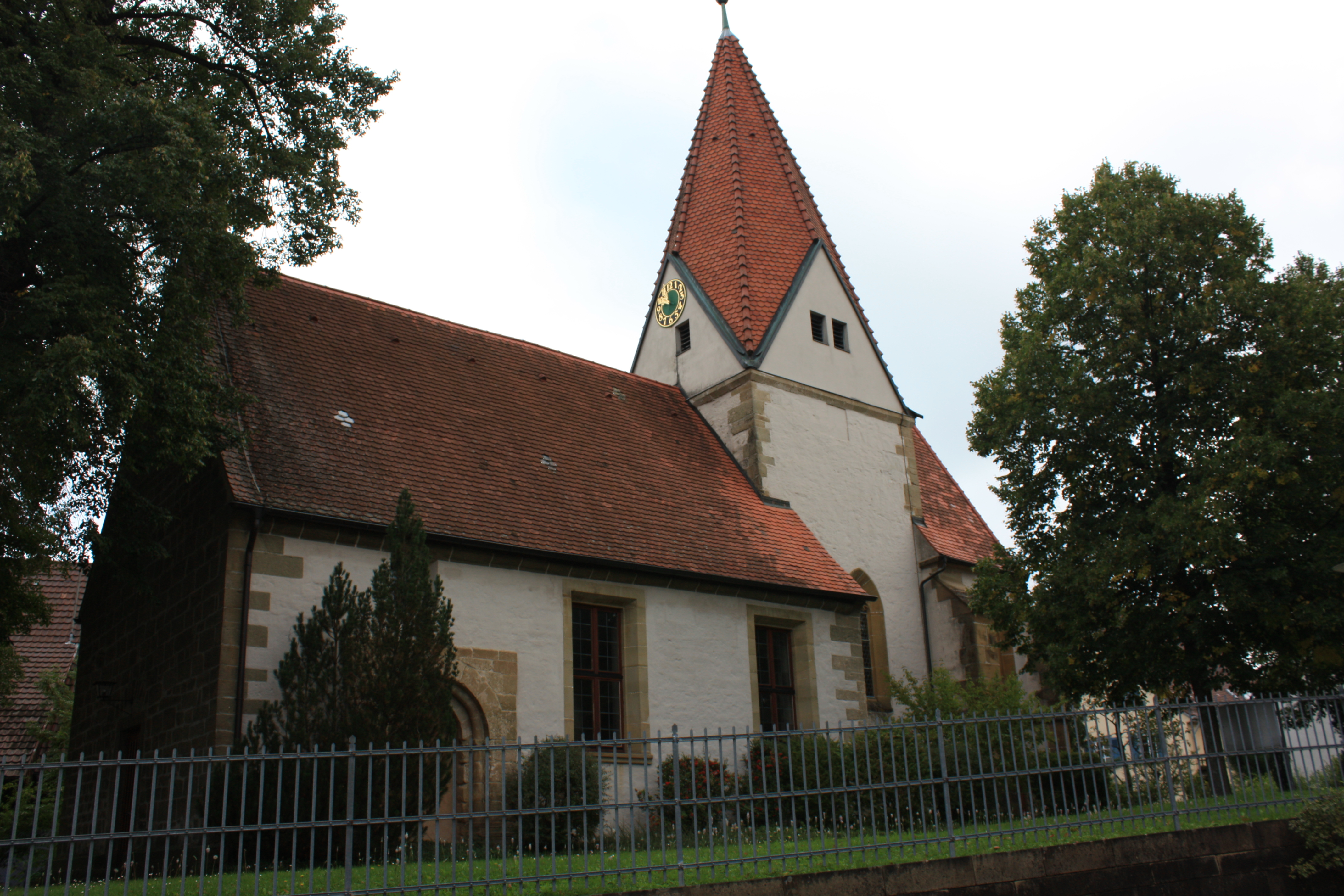
Die evangelische Pfarrkirche St. Michael in Böbingen

Die Kirchengemeinde Oberböbingen (ca. 2.480) umfasst die Gemeinden Böbingen an der Rems, Heuchlingen, Mögglingen und den Ortsteil Schönhardt der Gemeinde Iggingen (die übrigen Ortsteile gehören zur Kirchengemeinde Täferrot). Böbingen an der Rems wurde 1939 aus den bis dahin selbständigen Gemeinden Oberböbingen und Unterböbingen gebildet. Beide Gemeinden haben eine unterschiedliche Geschichte. Kirchlich gehörten beide Orte zunächst zu Heubach. Die ab 1558 als St. Michaelskirche bekannte Kirche in Oberböbingen, die heutige Pfarrkirche der Kirchengemeinde Oberböbingen, wurde wohl schon vor 1358 zur Pfarrkirche erhoben. Das Patronatsrecht hatten zunächst die Hacken von Rosenstein, dann das Kloster Königsbronn, von dem es an Württemberg gelangte. Da auch die Reichsstadt Schwäbisch Gmünd Güter in Oberböbingen hatte, war der Ort geteilt. Im württembergischen Teil wurde die Reformation eingeführt, der Gmünder Teil blieb katholisch. Gmünd ordnete seine Untertanen der Pfarrei Mögglingen zu. Die Oberböbinger Kirche wurde evangelisch. Sie liegt in einem ehemaligen Friedhof. Als romanische Kapelle wurde sie erbaut, dann spätgotisch ausgebaut. Das Schiff ist flachgedeckt.
Unterböbingen war vor der Reformation auf verschiedene kleinere Herrschaften aufgeteilt, darunter die Reichsstadt Gmünd. Die Unterböbinger Kirche wurde nach Errichtung der Pfarrei Oberböbingen zu dessen Filialkirche. Die Obrigkeit über das ab 1556 als St. Nikolauskirche, später Bartholomäuskirche bekannte Gotteshaus in Unterböbingen hatte Württemberg. Von den Unterböbinger Herrschaften führten nur die von Woellwarth die Reformation ein, doch wurde diese von dessen Nachfolgern wieder rückgängig gemacht. Nachdem Oberböbingen evangelisch wurde, ordnete die Reichsstadt Gmünd auch ihre Untertanen in Unterböbingen der Pfarrei Mögglingen zu. Die Unterböbinger Kirche war dann Filiale von Oberböbingen. 1813 wurde sie abgebrochen. 1695 errichtete das Augsburger Stift in Unterböbingen eine katholische Kapelle, die später zur Pfarrei erhoben wurde. Unterböbingen ist daher traditionell mehrheitlich katholisch.
Mögglingen und Heuchlingen sowie Schönhardt blieben nach der Reformation katholisch. Die wenigen evangelischen Bewohner wurden der Pfarrei Oberböbingen, im Falle Heuchlingens der Kirchengemeinde Leinroden (Kirchenbezirk Aalen) zugeordnet. Überwiegend nach dem Zweiten Weltkrieg zogen vermehrt evangelische Bewohner in diese Orte. 1968 konnte schließlich in Mögglingen eine eigene Kirche, die Christuskirche, erbaut werden. Auch in der Georgskapelle Heuchlingen, einer mittelalterlichen Stiftung eines Herren von Rechberg, finden im Sommer regelmäßig evangelische Gottesdienste der Kirchengemeinde Oberböbingen statt. Heute hat die Kirchengemeinde Oberböbingen zwei Pfarrämter, wobei das zweite die Bezeichnung „Mögglingen“ trägt.
Durch Bekanntmachung des Oberkirchenrats vom 20. April 1964 wurden die evangelischen Bewohner von Herlikofen von der Kirchengemeinde Täferrot der Kirchengemeinde Oberböbingen zugeordnet. Mit Wirkung vom 1. April 1973 wurde Herlikofen zusammen mit den Orten Hussenhofen (das erst durch Bekanntmachung des Oberkirchenrats vom 12. April 1955 von der Kirchengemeinde Schwäbisch Gmünd in die Kirchengemeinde Oberböbingen umgegliedert worden war), Hirschmühle, Birkhof, Burgholz und Zimmern von der Kirchengemeinde Oberböbingen getrennt und zur selbständigen Kirchengemeinde Hussenhofen (heute Johanneskirchengemeinde Schwäbisch Gmünd) zusammengeschlossen. Im Gegenzug wurden die evangelischen Bewohner der Gemeinde Heuchlingen zum 1. April 1973 vom Kirchenbezirk Aalen in den Kirchenbezirk Schwäbisch Gmünd umgegliedert und der Kirchengemeinde Oberböbingen zugeordnet.
Die Kirchengemeinde Oberböbingen hat auch einen Kirchenchor und einen Posaunenchor.

### Kirchengemeinde Schwäbisch Gmünd
Die Kirchengemeinde Schwäbisch Gmünd  umfasst die Kernstadt und die Stadtteile Herlikofen, Hussenhofen, Hirschmühle, Birkhof, Burgholz und Zimmern sowie Oberbettringen der Stadt Schwäbisch Gmünd. Die Stadtteile Degenfeld (mit Weiler und Unterbettringen), Großdeinbach und Lindach bilden eigene Kirchengemeinden. Die Stadtteile Rechberg und Straßdorf gehören zur Kirchengemeinde Waldstetten, der Stadtteil Bargau zur Kirchengemeinde Heubach.
Zwischen 1971 und 2021 bestand eine Gesamtkirchengemeinde, als die bis dahin alleinige Kirchengemeinde Schwäbisch Gmünd in die vier Kirchengemeinden Augustinuskirchengemeinde Schwäbisch Gmünd, Friedenskirchengemeinde Schwäbisch Gmünd, Martin-Luther-Kirchengemeinde Schwäbisch Gmünd und Weststadtkirchengemeinde Schwäbisch Gmünd aufgeteilt und diese gleichzeitig in der Gesamtkirchengemeinde Schwäbisch Gmünd zusammengeschlossen wurden. Das Kultusministerium hatte die Gesamtkirchengemeinde und die Teilkirchengemeinden mit Schreiben vom 25. und 19. Oktober 1971 als Körperschaften des öffentlichen Rechts anerkannt. Mit Wirkung vom 1. April 1973 wurde für die Stadtteile Herlikofen, Hussenhofen, Hirschmühle, Birkhof, Burgholz und Zimmern dann noch die selbständige Kirchengemeinde Hussenhofen (seit 1984 Johanneskirchengemeinde Hussenhofen) gegründet, so dass die Gesamtkirchengemeinde Schwäbisch Gmünd aus fünf Teilkirchengemeinden bestand.
In Schwäbisch Gmünd unterhält der Altpietistische Gemeinschaftsverband im Stadtteil Rehnenhof sein Tagungs- und Erholungshaus Schönblick, wo es inzwischen eine eigene Evangelische Gemeinde Schönblick („Gemeinschaftsgemeinde“) gibt.

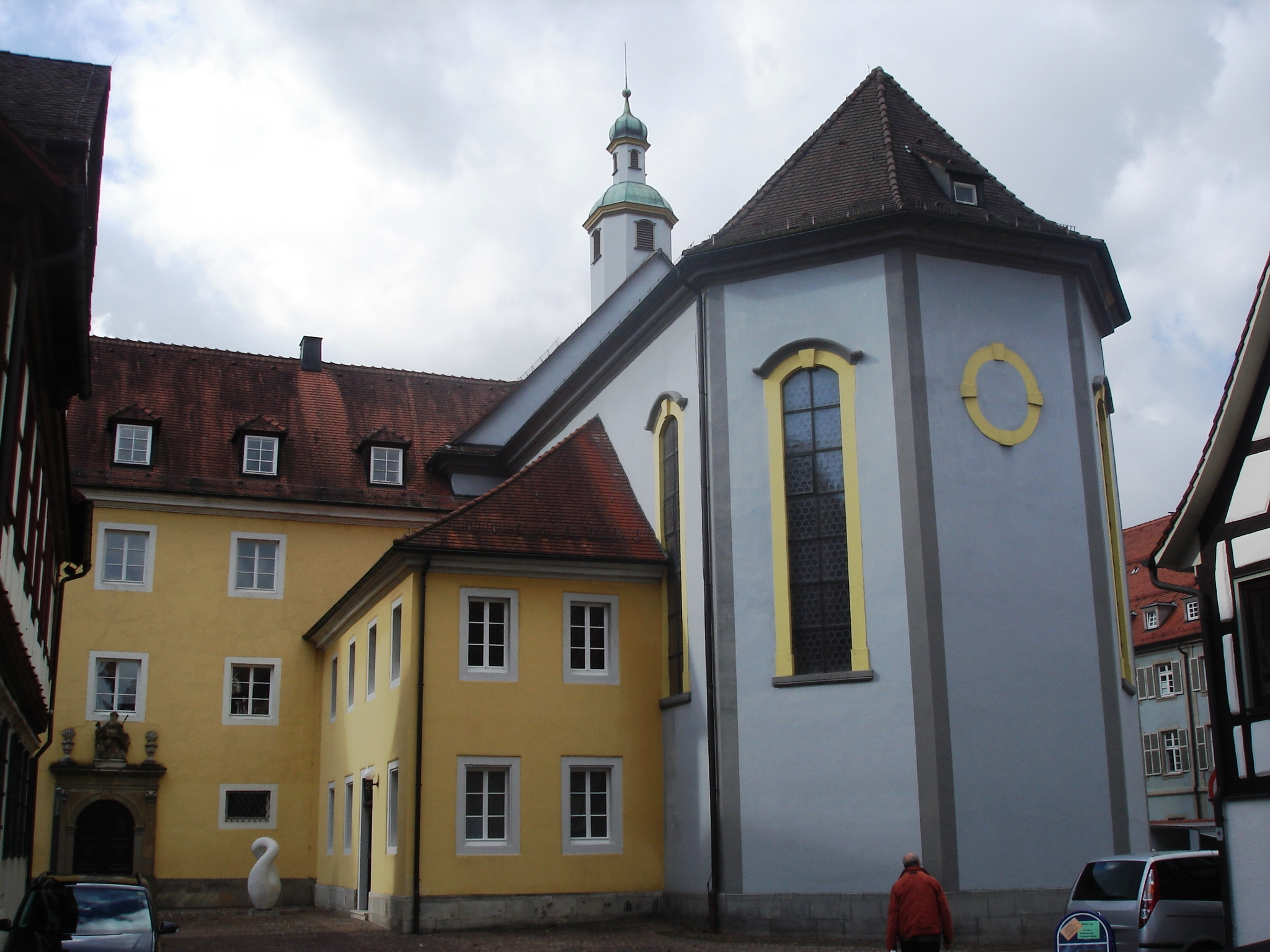
Augustinuskirche Schwäbisch Gmünd

Die Augustinuskirchengemeinde Schwäbisch Gmünd (circa 3.400) umfasste Teile der Kernstadt von Schwäbisch Gmünd, insbesondere die historische Altstadt. Schwäbisch Gmünd blieb nach der Reformation katholisch. Erst nach dem Übergang der ehemals Freien Reichsstadt an Württemberg 1803 zogen auch evangelische Bewohner nach Schwäbisch Gmünd. Bereits 1806 wurde die ehemalige Augustinuskirche evangelische Garnisonskirche. 1817 wurde sie die erste protestantische Pfarrkirche der Stadt. Diese wurde 1951 Sitz eines Dekanats und war bis nach dem Zweiten Weltkrieg die einzige evangelische Pfarrkirche der damaligen Stadt. Infolge starken Zuwachses wurden dann neue evangelische Kirchen erbaut und eigene Kirchengemeinden gegründet. So entstand 1951 die Martin-Luther-Kirche im Rehnenhof, 1961 die Friedenskirche und später in der Weststadt ein weiteres Gemeindezentrum. Die selbständige Augustinuskirchengemeinde Schwäbisch Gmünd entstand dann mit Wirkung vom 5. Dezember 1971, als die damalige Kirchengemeinde Schwäbisch Gmünd in vier Teilkirchengemeinden aufgeteilt wurde. Diese bilden seither mit der 1973 errichteten Johannesgemeinde Hussenhofen die Evangelische Gesamtkirchengemeinde Schwäbisch Gmünd.
Heute gibt es im Gebiet der ehemaligen Augustinuskirchengemeinde eineinhalb Pfarrämter: Augustinus-Mitte und Augustinus-Martin-Luther.
Bis 1955 gehörte auch der Stadtteil Hussenhofen zur Kirchengemeinde Schwäbisch Gmünd. Durch Bekanntmachung des Oberkirchenrats vom 12. April 1955 wurde Hussenhofen jedoch von der Kirchengemeinde Schwäbisch Gmünd getrennt und der Kirchengemeinde Oberböbingen angegliedert. Seit 1973 bildet Hussenhofen jedoch mit anderen Orten eine eigenständige Kirchengemeinde (heute Johanneskirchengemeinde Schwäbisch Gmünd).
Die Friedenskirchengemeinde Schwäbisch Gmünd (circa 2.100) umfasste die Oststadt sowie den Stadtteil Oberbettringen der Stadt Schwäbisch Gmünd. Infolge starken Zuwachses in Schwäbisch Gmünd wurden nach dem Zweiten Weltkrieg neue evangelische Kirchen erbaut und eigene Kirchengemeinden gegründet. So entstand 1951 die Martin-Lutherkirche im Rehnenhof und 1961 die Friedenskirche. Mit Wirkung vom 5. Dezember 1971 wurde dort die selbständige Friedenskirchengemeinde Schwäbisch Gmünd errichtet, als die damalige Kirchengemeinde Schwäbisch Gmünd in damals vier Teilkirchengemeinden aufgeteilt wurde. Die Friedenskirchengemeinde hat neben der Friedenskirche noch das Gemeindezentrum Arche. Die Kirchengemeinde ist auch Träger von zwei Kindergärten, Kindergarten Friedenskirche in der Peter- und Paul-Straße und Kindergarten Arche in der Ziegeläckerstraße. Sie hat auch einen Kirchenchor.
Zum Bezirk der Friedenskirche innerhalb der damals alleinigen Kirchengemeinde Schwäbisch Gmünd gehörten bis 1949 auch die Orte Waldstetten, Ober- und Unterbettringen, Rechberg, Straßdorf und Weiler in den Bergen, bevor für diese die selbständige Kirchengemeinde Waldstetten gebildet wurde, welcher auch noch kleinere Weiler anderer Kirchengemeinden zugeordnet wurden. Durch Bekanntmachung vom 19. November 1970 wurde Oberbettringen von der Kirchengemeinde Waldstetten gelöst und der damaligen Kirchengemeinde Schwäbisch Gmünd zugeordnet, wo er seit 1971 zur Friedenskirchengemeinde gehört. Unterbettringen kam hingegen 1975 von der Kirchengemeinde Waldstetten zur Kirchengemeinde Degenfeld.
Die Johanneskirchengemeinde Hussenhofen (circa 1.250) umfasste die Stadtteile Herlikofen, Hussenhofen, Hirschmühle, Birkhof, Burgholz und Zimmern der Stadt Schwäbisch Gmünd. Die Stadtteile blieben wie Schwäbisch Gmünd selbst nach der Reformation katholisch. Überwiegend erst nach dem Zweiten Weltkrieg zogen auch evangelische Bewohner zu. Sie wurden zunächst der Kirchengemeinde Oberböbingen zugeordnet. 1969 wurde dann in Hussenhofen eine eigene Pfarrei und mit Wirkung vom 1. April 1973 für die oben genannten Orte die selbständige Kirchengemeinde Hussenhofen innerhalb der Gesamtkirchengemeinde Schwäbisch Gmünd gegründet. Durch Bekanntmachung des Oberkirchenrats vom 28. August 1984 wurde sie in Johanneskirchengemeinde Hussenhofen umbenannt. Als Kirche erhielt die Kirchengemeinde Hussenhofen die 1913 als Leonhardskirche erbaute, ehemals katholische Kirche. Die katholische Kirchengemeinde hatte sich 1967 eine neue Leonhardskirche erbaut und die bisherige Kirche der evangelischen Kirchengemeinde Hussenhofen verkauft. Die Johanneskirchengemeinde Hussenhofen ist auch Träger eines Kindergartens.
Die Martin-Luther-Kirchengemeinde Schwäbisch Gmünd (ca. 1.450) umfasste Teile der Kernstadt und den Stadtteil Rehnenhof-Wetzgau der Stadt Schwäbisch Gmünd. Infolge starken Zuwachses nach dem Zweiten Weltkrieg wurden in Schwäbisch Gmünd neue evangelische Kirchen erbaut und eigene Kirchengemeinden gegründet. So entstand nach der Augustinuskirche 1951 die Martin-Luther-Kirche im Rehnenhof.
Durch Bekanntmachung des Oberkirchenrats vom 10. Januar 1961 wurde der Stadtteil Wetzgau von der Kirchengemeinde Großdeinbach in die damalige Kirchengemeinde Schwäbisch Gmünd umgegliedert und dem Bezirk der Martin-Luther-Kirche zugeordnet. An dieser wurde dann bei der Aufteilung der Kirchengemeinde Schwäbisch Gmünd in vier Teilkirchengemeinden mit Wirkung vom 5. Dezember 1971 die selbständige Martin-Luther-Kirchengemeinde Schwäbisch Gmünd errichtet.
Die Weststadtkirchengemeinde Schwäbisch Gmünd (circa 1.350) umfasste die Weststadt von Schwäbisch Gmünd und einige kleinere Weiler. Infolge starken Zuwachses nach dem Zweiten Weltkrieg wurden neue evangelische Kirchen erbaut und eigene Kirchengemeinden gegründet. So entstand 1951 die Martin-Lutherkirche im Rehnenhof, 1961 die Friedenskirche und später in der Weststadt ein weiteres Gemeindezentrum mit Gemeindehaus in der Eugen-Bolz-Straße. Mit Wirkung vom 5. Dezember 1971 wurde dort die selbständige Weststadtkirchengemeinde Schwäbisch Gmünd errichtet, als die damalige Kirchengemeinde Schwäbisch Gmünd in damals vier Teilkirchengemeinden aufgeteilt wurde. Die Weststadtkirchengemeinde Schwäbisch Gmünd wurde mit Wirkung vom 1. Juli 1993 um die zu Großdeinbach gehörigen Weiler Radelstetten und Sachsenhof vergrößert. Bis dahin gehörten diese beiden Orte zur Kirchengemeinde Lorch.

### Gesamtkirchengemeinde Schwäbischer Wald

#### Kirchengemeinde Eschach
Die Kirchengemeinde Eschach (ca. 1.000) umfasst die Gemeinde Eschach. Eine Kirche wurde in Eschach 1361 genannt, als die Grafen von Oettingen den Kirchensatz der Kirche an das Kloster Ellwangen verkauften. Von dort gelangte er 1380 an die Schenke von Limpurg. 1417 wird sie St. Johannes Baptist genannt. Die Schenke von Limpurg führten die Reformation ein. Die ursprünglich romanische Chorturmkirche wurde im 15. Jahrhundert spätgotisch umgebaut. Sie besitzt gotische Wandmalereien an der Decke der Sakristei. Der Hochaltar von 1496 zeigt Schnitzfiguren (Madonna, Apostel Johannes). In der Kirchengemeinde Eschach gibt es einen Kinderchor, einen Kirchenchor und einen Posaunenchor.
Die Pfarrei Eschach betreute ab 1920 auch die evangelischen Bewohner von Leinzell, die bis dahin zur Pfarrei Täferrot gehörten.
Bis 1911 gehörte auch der zur damaligen Gemeinde Untergröningen gehörige Weiler Öchsenhof zur Kirchengemeinde Eschach. Durch Bekanntmachung des Konsistoriums vom 18. März 1911 wurde dieser in die Kirchengemeinde Untergröningen (Kirchenbezirk Gaildorf) zugeordnet. Damals gehörte die Kirchengemeinde Eschach ebenfalls zum Kirchenbezirk Gaildorf.

#### Kirchengemeinde Göggingen-Leinzell
Die Kirchengemeinde Göggingen-Leinzell (ca. 1.350) umfasst die Gemeinden Göggingen und Leinzell. Göggingen war kirchlicher Filialort von Leinzell. Politisch hatten mehrere Herrschaften Güter in Göggingen. Die meisten führten keine Reformation ein, so dass Göggingen überwiegend katholisch blieb. Lediglich die zu Lorch und damit zu Württemberg gehörigen Teile wurden evangelisch. Sie wurden der Pfarrei Täferrot zugeordnet, da die Kapelle in Göggingen zur katholischen Pfarrei Leinzell gehörte. Ab 1577 wurde die Kapelle jedoch simultan genutzt. 1898 erbaute sich die evangelische Gemeinde ihre eigene Kirche im neogotischen Stil. Später wurde Göggingen Sitz einer eigenen Pfarrei, von der auch Leinzell mitbetreut wurde.
Leinzell blieb nach der Reformation katholisch. Die wenigen evangelischen Bewohner gehörten zunächst zur Kirchengemeinde Täferrot (Kirchenbezirk Welzheim). Durch Bekanntmachung des Konsistoriums vom 4. Februar 1920 wurden sie der Filialkirchengemeinde Göggingen (damals Kirchenbezirk Gaildorf) und damit der Pfarrei Eschach zugeordnet. Als Göggingen eigene Pfarrei wurde, wurde auch Leinzell von der Pfarrei Göggingen mitbetreut. 1971/72 wurde in Leinzell eine eigene Kirche erbaut und der Sitz der Pfarrei von Göggingen nach Leinzell verlegt. Seither trägt die Kirchengemeinde ihren heutigen Doppelnamen.

#### Kirchengemeinde Ruppertshofen

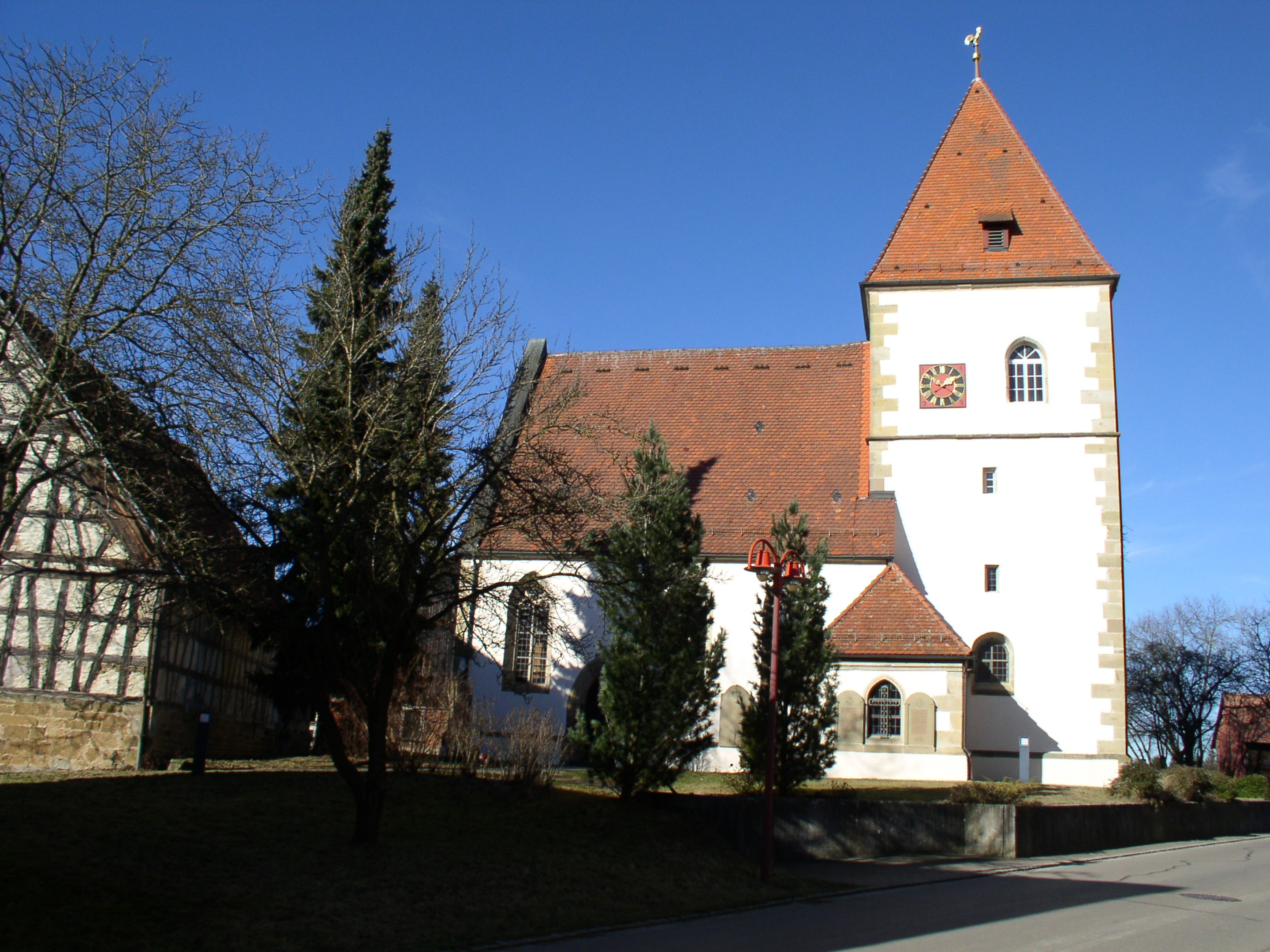
Evang. Stephanuskirche Ruppertshofen-Tonolzbronn

Die Kirchengemeinde Ruppertshofen (ca. 830) umfasst die Gemeinde Ruppertshofen mit Ausnahme einiger kleinerer Weiler, die zur Kirchengemeinde Frickenhofen (Kirchenbezirk Gaildorf) gehören. Ruppertshofen war kirchlich Filialort von Täferrot. Eine Kapelle St. Nikolaus in Ruppertshofen wurde 1501 erwähnt. Die Schenken von Limpurg führten die Reformation ein. Ab 1600 war Ruppertshofen auch Filiale von Frickenhofen. Die alte Kapelle in Ruppertshofen brannte 1609 ab und wurde 1610 wieder aufgebaut. Sie wird heute als „Käpelle“ bezeichnet.
1839 wurde für die zur Gemeinde Ruppertshofen gehörigen Orte Tonolzbronn und Ruppertshofen eine eigene Pfarrverweserei errichtet, zumal Tonolzbronn eine alte Kirche (St. Stephanus) besitzt. Diese ursprünglich gotische Kirche, deren Turmchor 1780 umgebaut worden war, wurde 1815 völlig erneuert. Erhalten sind einige Heiligenbilder der alten Kirche. Sie ist heute die Hauptkirche der evangelischen Kirchengemeinde Ruppertshofen.

#### Kirchengemeinde Spraitbach
Die Kirchengemeinde Spraitbach (ca. 1.450) umfasst die Gemeinde Spraitbach sowie einige Ortsteile der Gemeinde Durlangen. Spraitbach sowie Durlangen und seine Ortsteile blieben nach der Reformation katholisch. Seit dem 19. Jahrhundert zogen jedoch auch evangelische Bewohner nach Spraitbach, sie wurden der Kirchengemeinde Täferrot zugeordnet. Aber bereits 1904 erhielt Spraitbach seinen eigenen Pfarrer. Als Pfarrkirche erhielt die evangelische Gemeinde Spraitbach die alte bislang katholische Kirche (St. Michael), nachdem sich die katholische Gemeinde eine neue Kirche erbaut hatte. Die Michaelskirche wurde 1489/90 als einschiffiger spätgotischer Quaderbau mit netzrippengewölbtem Turmchor erbaut. 1902 wurde das Schiff umgebaut. Seit 1525 war sie als St. Blasiuskirche bekannt.
Überwiegen erst nach dem Zweiten Weltkrieg zogen auch evangelische Bewohner nach Durlangen zu. Einige Ortsteile Durlangens wurden der Kirchengemeinde Spraitbach, die anderen den Kirchengemeinden Täferrot und Lindach zugeordnet.

#### Kirchengemeinde Täferrot

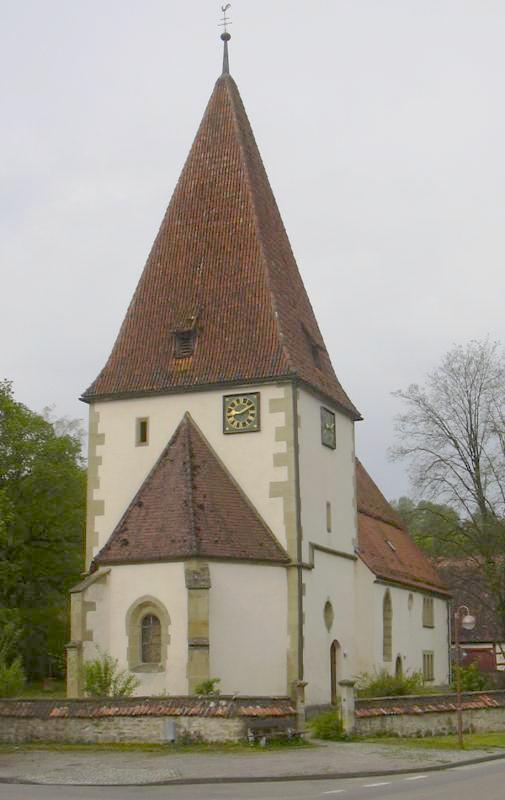
Kirche St. Afra Täferrot

Die Kirchengemeinde Täferrot (ca. 1.380) umfasst die Gemeinden Täferrot und Iggingen (ohne Ortsteil Schönhardt) sowie den Hauptort und den Wohnplatz Bruckacker der Gemeinde Durlangen. Eine Kirche ist in Täferrot 1298 erstmals erwähnt. Zum Sprengel gehörten einige Nachbarorte. Württemberg führte die Reformation ein. Danach gehörten auch evangelische Bewohner der ansonsten überwiegend katholischen Orte zum Pfarrsprengel. In der Zeit des Dreißigjährigen Krieges gehörte auch Frickenhofen zum Pfarrsprengel. Die Pfarrkirche in Täferrot wurde 1491 bis 1493 neu erbaut. Dabei wurde der Turmsockel des romanischen Vorgängerbaus beibehalten. Das Schiff hat eine Holzdecke. Die Kanzel ist barock. Das gotische Chorgestühl und ein gotisches Kruzifix sind noch erhalten.
Iggingen und Durlangen blieben nach der Reformation katholisch. Überwiegen erst nach dem Zweiten Weltkrieg zogen auch evangelische Bewohner zu. Sie wurden überwiegend der Kirchengemeinde Täferrot zugeordnet. Der Igginger Ortsteil Schönhardt gehört jedoch zur Kirchengemeinde Oberböbingen. Einige Weiler der Gemeinde Durlangen gehören auch zu den Kirchengemeinden Lindach und Spraitbach.
Bis 1931 gehörte auch der zu Durlangen gehörige Weiler Durlanger Mühle zur Kirchengemeinde Täferrot. Durch Bekanntmachung des Oberkirchenrats vom 22. Januar 1931 wurde dieser der Kirchengemeinde Lindach zugeordnet. Bis 1965 gehörten ferner die evangelischen Bewohner von Herlikofen zur Kirchengemeinde Täferrot. Durch Bekanntmachung vom 20. April 1964 wurden diese der Kirchengemeinde Oberböbingen zugeordnet. Seit 1973 gehören sie jedoch zur neu gebildeten Kirchengemeinde Hussenhofen (heute Johanneskirchengemeinde Schwäbisch Gmünd).
Bis 1920 wurden auch die evangelischen Bewohner von Leinzell von der Pfarrei Täferrot betreut, bevor sie durch Bekanntmachung des Konsistoriums vom 4. Februar 1920 der Kirchengemeinde Göggingen und damit der Pfarrei Eschach zugeordnet wurden.

### Kirchengemeinde Waldhausen
Die Kirchengemeinde Waldhausen (ca. 1.600) umfasst den Stadtteil Waldhausen und die zugehörigen Weiler Rattenharz, Pulzhof, Erlenhof, Vogelhof, Waldhäuser Mühle und den Elisabethenberg der Stadt Lorch, wobei der Weiler Vogelhof mit Elisabethenberg bis 1907 noch zur Kirchengemeinde Plüderhausen gehörte und durch Bekanntmachung des Konsistoriums vom 10. Dezember 1907 in die Kirchengemeinde Waldhausen umgegliedert wurde.
Kirchlich gehörte Waldhausen stets zu Lorch und war der dem Kloster Lorch inkorporierten Stiftskirche zugeordnet. 1507 genehmigte das Kloster den Bau einer Kapelle zu Unserer Lieben Frau. 1659 wurde die Kapelle nach Kriegsschäden erneuert, jedoch 1957 abgebrochen. Bereits 1954 bis 1956 war neben der alten Kirche die heutige Martin-Luther-Kirche erbaut worden.
Bis 1931 bildete Waldhausen eine Filialkirchengemeinde der Kirchengemeinde Lorch, mit der sie in der Gesamtkirchengemeinde Lorch zusammengeschlossen war. Durch Bekanntmachung des Oberkirchenrats vom 22. August 1931 wurde die Filialkirchengemeinde Waldhausen von der Gesamtkirchengemeinde Lorch gelöst und zur selbständigen Kirchengemeinde erhoben. Ihr wurden seinerzeit auch die Siedlungen Rattenharz und Putzhof, die bis dahin zur Kirchengemeinde Lorch gehörten, zugeordnet. Gleichzeitig bekam Waldhausen eine Pfarrverweserei und 1966 dann auch eine eigene Pfarrei. 1973 erbaute sich die Kirchengemeinde ein Gemeindehaus. Die Kirchengemeinde ist auch Träger eines Kindergartens.
Im Ortsteil Rattenharz gibt es seit 1959 eine Kapelle, die ursprünglich als Begräbniskapelle gebaut wurde. Sie wird seit dem Jahr nach der Einweihung auch als reguläre „Dorfkirche“ mit regelmäßigen Gottesdiensten genutzt.

### Kirchengemeinde Waldstetten
Die Kirchengemeinde Waldstetten (ca. 2.000) umfasst die Gemeinde Waldstetten (einschließlich Ortsteil Wißgoldingen) sowie die Stadtteile Rechberg und Straßdorf der Stadt Schwäbisch Gmünd. Waldstetten, Wißgoldingen, Rechberg und Straßdorf blieben nach der Reformation katholisch. Überwiegend erst nach dem Zweiten Weltkrieg zogen auch evangelische Bewohner in diese Orte. Sie wurden zunächst der Kirchengemeinde Schwäbisch Gmünd zugeordnet. Durch Bekanntmachung des Oberkirchenrats vom 22. November 1949 wurde die selbständige Kirchengemeinde Waldstetten gebildet, nachdem das Kultministerium mit Schreiben vom 15. September 1949 die Kirchengemeinde Waldstetten als Körperschaft des öffentlichen Rechts anerkannt hatte. Die Kirchengemeinde Waldstetten umfasste zunächst die Orte Waldstetten, Ober- und Unterbettringen, Rechberg, Straßdorf und Weiler in den Bergen (die bis dahin alle zur Kirchengemeinde Schwäbisch Gmünd gehörten) sowie die Weiler Fuchshof (Gemeinde Rechberg) und Hinterhochstett (Gemeinde Staßdort), die zur Kirchengemeinde Hohenstaufen gehörten, Ziegerhof (Gemeinde Großdeinbach) und Schönbronn (Gemeinde Straßdorf), die zur Kirchengemeinde Lorch gehörten und Wißgoldingen mit Bödnis, Frauenholz, Kapellhaus, Krähberger Hof und Talmühle, das zur Kirchengemeinde Degenfeld gehörte. Wißgoldingen wurde jedoch durch Bekanntmachung vom 23. April 1957 der damals neu gegründeten Kirchengemeinde Donzdorf zugeordnet. 1958 wurde dann in Waldstetten eine eigene Kirche, die Erlöserkirche erbaut und auch eine eigene Pfarrei errichtet. Der inzwischen nach Waldstetten eingemeindete Ort Wißgoldingen sowie die Rechberger Wohnplätzen Kratzerhöfle, Schurrenhof, Stollenhäusle und Stollenhof wurden schließlich gemäß Bekanntmachung vom 13. Februar 1975 von der Kirchengemeinde Donzdorf (Kirchenbezirk Geislingen) gelöst und in die Kirchengemeinde Waldstetten umgegliedert. Ferner wurden die evangelischen Bewohner der Schwäbisch Gmünder Stadtteile Unterbettringen und Weiler in den Bergen von der Kirchengemeinde Waldstetten gelöst und der Kirchengemeinde Degenfeld, die dann 1984 in Degenfeld-Unterbetrringen umbenannt wurde, zugeordnet.
Bis 1970 gehörte auch der Schwäbisch Gmünder Stadtteil Oberbettringen zur Kirchengemeinde Waldstetten. Durch Bekanntmachung des Oberkirchenrats vom 19. November 1970 wurde er jedoch von der Kirchengemeinde Waldstetten gelöst und der damaligen Kirchengemeinde Schwäbisch Gmünd zugeordnet, mit welcher er dann 1971 zur heutigen Friedenskirchengemeinde Schwäbisch Gmünd kam.

## Archivquellen
- Bestand: Visitationsberichte.   Landeskirchliches Archiv Stuttgart. 1581–1822.   Signatur: A 1.
- Bestand: Kirchenvisitationsakten.   Hauptstaatsarchiv Stuttgart. ca. 1601–1840.   Signatur: A 281.
- Bestand: Ortsakten [mit Digitalisaten der Pfarrbeschreibungen und Pfarrberichte (darin u. a.: Chronik, Filialverhältnisse)].   Landeskirchliches Archiv Stuttgart. ca. 1550–1923.   Signatur: A 29.
- Bestand: Ortsakten [mit Digitalisaten der Pfarrberichte (darin u. a.: Filialverhältnisse)].   Landeskirchliches Archiv Stuttgart. ca. 1924–1966.   Signatur: A 129.
- Bestand: Ortsakten [mit Visitationsberichten].   Landeskirchliches Archiv Stuttgart. ca. 1967–1989.   Signatur: A 229.
- Archivgut: Dekanatsarchive.   Landeskirchliches Archiv Stuttgart.   Signatur: F-Bestände.
- Archivgut: Pfarrarchive.   Landeskirchliches Archiv Stuttgart.   Signatur: G-Bestände.